# 波利亞爾內
69°12′N 33°27′E / 69.200°N 33.450°E
波利亞爾內（俄语：Поля́рный）是俄羅斯摩爾曼斯克州北部的一個保密行政區及波利亞爾內海軍基地所在地，位於摩爾曼斯克峽灣西岸。1989年人口27635人，2002年人口18552人，2010年人口17293人。

## 历史
1896年建立，时称亚历山德罗夫斯克以纪念沙皇亚历山大三世。
1899年6月20日（俄历6月7日）获得城镇地位。
1925年10月16日，在摩尔曼斯克省委员会会议上发起的编制城市与农村地区列表工作中，摩尔曼斯克，亚历山德罗夫斯克和科拉被归类为城市。但是，建议递交到全俄罗斯中央执行委员会 ，因经济条件、人口稀少，贸易额低、工商业缺乏，与“总体衰退”，将后两地降级为农村地区。1926年1月9日，城镇居民大会成立了亚历山德罗夫斯基村苏维埃 ，1926年3月 15日，当时的全俄罗斯中央执行委员会核准了该建议，亚历山大罗夫斯克和科拉重新归类为农村地区。 同时，村名非正式地改变为 亚历山德罗夫斯克耶 (俄语：Александровское)。
1931年1月12日，亚历山德罗夫斯基三级苏维埃大会颁布了一项决议，重命名该区为"波利亚尔内"；与此同时亚历山德罗夫斯基耶村被重新命名为 波利亚尔诺耶。 1931年3月5日，新名字由列宁格勒州执行委员会的行政委员会批准通过，并在1931年3月11日由主席团批准。 而全俄罗斯中央执行委员会始终没有正式批准这一重新命名， 事实上的 名称已经改变。
1934年，摩尔曼斯克区行政委员会提议将波利亚尔诺耶恢复城镇地位并重命名为库兰斯诺夫洛托斯克，但没有实现。直到1939年9月19日，当它同时改名为波利亚尔内时，城镇地位才授予给波利亚尔诺耶。
根据1956年6月14日，俄罗斯苏维埃联邦社会主义共和国最高苏维埃主席团的法令，波利亚尔内降级为波利亚尔内区管辖的城镇。1960年7月9日通过的俄罗斯苏维埃联邦社会主义共和国最高苏维埃主席团的法令，废除波利亚尔内区，波利亚尔内镇在行政上隶属于北莫尔斯克。最终，根据1983年6月17日俄罗斯苏维埃联邦社会主义共和国最高苏维埃主席团的法令，该镇被提升为州直属，并由1983年8月10日摩尔曼斯克州执行委员会的决议，将之前于北莫尔斯克轄下几个有人居住的地区，移交到该镇管辖。

## 军事
波利亞爾內海軍基地及俄罗斯10号船厂位於波利亚尔内，在西方，通常以波利亚尔内而非它的正式名称代指。在20世纪50年代末，第一批核潜艇运到北方舰队 ，该船厂進行一番改造以停靠与修复这些艦艇。由于蘇聯海軍（现俄罗斯海军）核动力舰艇已经退役，他们停靠在波利亚尔内等待放油和拆解。

## 荣誉
在2008年5月5日的一项总统令中，波利亚尔内镇被授予军事荣耀之城称号。

## 流行文化
在 汤姆·克兰西 的小说《猎杀红色十月》中，试验 台风级核潜艇从波利亚尔内离港开始其航程。2018年美國海戰片《潛艦獵殺令》中，美國海軍潛艦潛入波利亞爾內軍港解救因政變而被挾持的俄羅斯總統。